# Reprezentacja Iranu w piłce wodnej mężczyzn
Reprezentacja Iranu w piłce wodnej mężczyzn – zespół, biorący udział w imieniu Iranu w meczach i sportowych imprezach międzynarodowych w piłce wodnej, powoływany przez selekcjonera, w którym mogą występować wyłącznie zawodnicy posiadający obywatelstwo irańskie. Za jej funkcjonowanie odpowiedzialny jest Irański Związek Pływacki (IRASF), który jest członkiem Międzynarodowej Federacji Pływackiej.

## Historia
W 1970 reprezentacja Iranu rozegrała swój pierwszy oficjalny mecz na igrzyskach azjatyckich.

## Udział w turniejach międzynarodowych

### Igrzyska olimpijskie
Reprezentacja Iranu jeden raz występowała na Igrzyskach Olimpijskich. Najwyższe osiągnięcie to 12. miejsce w 1976 roku.

### Mistrzostwa świata
Dotychczas reprezentacji Iranu 2 razy udało się awansować do finałów MŚ. Najwyższe osiągnięcie to 15. miejsce w 1975 i 1998.

### Puchar świata
Iran jeden raz uczestniczył w finałach Pucharu świata. W 2010 zajął 8. miejsce.

### Igrzyska azjatyckie
Irańskiej drużynie 9 razy udało się zakwalifikować na Igrzyska azjatyckie. W 1974 zdobyła złote medale.